# Раиса Сметањина
Раиса Петровна Сметањина (рус. Раи́са Петро́вна Смета́нина; Мохч, Коми, 29. фебруар 1952) је совјетска нордијска скијашица која је 1976. године награђена титулом Залужни мајстор спорта.
Раиса Сметањина је четворострука олимпијска победница. Златне медаље је освајала 1976. године у трци на 10 км и у штафети 4х5 км, а 1980. године у трци на 5 км и 1992. године у штафети. Пет пута је освојила сребрну медаљу и то 1976. године у трци на 5 км, 1980. године у штафети 4х5 км, 1984. године у тркама на 10 и 20 км, 1988. године у трци на 10 км. Своју једину бронзану медаљу на Олимпијским играма је освојила 1988. године у трци на 20 км.
Пет пута узастопно учествовала је на Олимпијским играма, а своју последљу медаљу је освојила на играма у Албервилу неколико дана пре свог 40. рођендана, поставши на тај начин рекордерка међу скијашицама.
На светским првенствима је освојила 4 златне медаљe (1974, 1982, 1985 и 1991), 4 сребрне (1978. две медаље, 1982. и 1989) и 4 бронзане медаље (1974, 1978. две медаље и 1980).
Исто тако је и вишеструка шампионка Совјетског Савеза (1974, 1976-77, 1983-86, 1989, 1991).
За своје резултате и заслуге у спорту Међународни олимпијски комитет наградио ју је наградом Пјера де Кубертена.